# روي تشيو
روي تشيو (بالإنجليزية: Roy Chiu)‏ (و. 1981 – م) هو مغني، وممثل، وممثل تلفزيوني، وممثل أفلام، وسائق سيارة سباق، من تايوان، ولد في تايوان.

## وصلات خارجية
- روي تشيو على موقع IMDb (الإنجليزية)
- روي تشيو على موقع قاعدة بيانات الفيلم (الإنجليزية)